# Mineiros (ort)
Mineiros är en ort i Brasilien.   Den ligger i kommunen Mineiros och delstaten Goiás, i den centrala delen av landet, 500 km väster om huvudstaden Brasília. Mineiros ligger 766 meter över havet och antalet invånare är 38 951.
Terrängen runt Mineiros är lite kuperad, och sluttar söderut. Det finns inga andra samhällen i närheten.
Omgivningarna runt Mineiros är huvudsakligen savann. Runt Mineiros är det mycket glesbefolkat, med 4 invånare per kvadratkilometer.